# Pierre Goujon
Pierre Goujon (* 1623 in Dijon; † 22. Juli 1673 in Autun) war ein französischer Franziskaner und Hagiograph.

## Leben
Pierre Goujon war der jüngere Bruder des französischen Geistlichen Jacques-Florent Goujon, der ebenfalls dem Franziskanerorden angehörte. Während seines geistlichen Wirkens war Pierre Goujon an verschiedenen Orten als Seelsorger und Prediger tätig. Zuletzt kam er als Prior in das Kloster seines Ordens in Autun, wo er am 22. Juli 1673 im Alter von 50 Jahren starb.
Zu der Zeit von Goujons Wirkens in Autun wurden frühere Streitigkeiten über die Echtheit der Akten und Reliquien der heiligen Regina, die unter der Regierung des römischen Kaisers Maximian den Märtyrertod erlitten haben soll, von Neuem entfacht. Da Alise-Sainte-Reine, das antike Alesia und Reginas Geburtsort, im Bistum Autun liegt, nahm Goujon an den Erörterungen teil und versuchte in zwei Schriften die alten Legenden zu rechtfertigen und zu begründen:
- Vie de Sainte Reine, vierge et martyre, son office …, Autun 1651; neue Auflage Dijon 1724
- Éclaircissement sur la véritable relique de sainte reine d’Alyse, donnée à M. de Longueville par l’évêque d’Osnabrug, pour servir de réponse à une libelle intitulé : « Apologie pour les reliques de sainte reine de Flavigny », Paris 1651 und 1666